# Thương ngày nắng về
Thương ngày nắng về (tên cũ: Con yêu của mẹ) là một bộ phim truyền hình được thực hiện bởi Trung tâm Phim truyền hình Việt Nam, Đài Truyền hình Việt Nam do Bùi Tiến Huy và Vũ Trường Khoa đồng đạo diễn. Phim được mua kịch bản chuyển thể từ bộ phim truyền hình Con gái của mẹ của Hàn Quốc năm 2019. Phần 1 của phim phát sóng bắt đầu từ ngày 15 tháng 11 năm 2021 và kết thúc vào ngày 26 tháng 1 năm 2022, phần 2 của phim phát sóng bắt đầu từ ngày 4 tháng 4 năm 2022 và kết thúc vào ngày 3 tháng 8 năm 2022 vào lúc 21h40 thứ 2, 3, 4 hàng tuần trên kênh VTV3.
Bộ phim gồm 2 phần phát sóng với tổng số tập là 87.

## Nội dung
Thương ngày nắng về xoay quanh gia đình bà Nga (Thanh Quý) bán bún riêu sống cùng cậu em trai không được thông minh và ba cô con gái. Là một người phụ nữ góa chồng bước vào độ tuổi 60 nhưng tâm trí của bà vẫn chưa hề an yên khi ba cô con gái dẫu đã lớn khôn nhưng luôn đầy những khúc mắc trong cuộc sống. Dù hay lắm điều, cằn nhằn, nóng nảy, nhưng với đức hi sinh và tình yêu thương vô hạn, bà luôn là một điểm tựa vững vàng cho em trai và những cô con gái của mình...

## Diễn viên

### Diễn viên chính
- Thanh Quý trong vai Bà Đặng Thu Nga[13]
  - Lương Ngọc Dung trong vai Bà Nga lúc trẻ
- Thế Nguyên trong vai Ông Lê Văn Mậu
- Nguyễn Lan Phương trong vai Lê Vân Khánh[14]
  - Hồng Nhung trong vai Lê Vân Khánh lúc nhỏ[15]
- Lê Hồng Đăng trong vai Nguyễn Hoài Đức[14]
- Phan Minh Huyền trong vai Lê Vân Trang (Trần Như Hoa)[16]
  - Chu Diệp Anh trong vai Như Hoa (Vân Trang lúc nhỏ)[15]
- Nguyễn Đình Tú trong vai Hoàng Duy[17]
- Nguyễn Ngọc Huyền trong vai Lê Vân Vân[18]
  - Chu Quỳnh Chi trong vai Vân Vân lúc nhỏ[15]
- Doãn Quốc Đam trong vai Đông Phong[19]
- Trung Anh trong vai Ông Hùng[17]
- Lan Hương trong vai Bà Hiền[17]
- Minh Hòa trong vai Bà Trần Kim Nhung (Yến)[20]
  - Nguyễn Kim Oanh trong vai Yến (Bà Kim Nhung lúc trẻ)
- Tiến Đạt trong vai Ông Hoàng Long
  - Trần Hoàng trong vai Ông Hoàng Long lúc trẻ
- Bá Anh trong vai Cậu Vượng[17]

### Diễn viên phụ
- Nguyễn Bảo Linh trong vai Sam[15]
- Phạm Tuấn Phong trong vai So[15]
- Trần Đức trong vai Đỗ Văn Sang
- Phú Thăng trong vai Ông Khải
- Nguyễn Minh Khuê trong vai Nhật Mai
- Hồ Phong trong vai Khoa
- Bùi Minh Phương trong vai Bà Mùi
- Thanh Hiền trong vai Bà Lựu
- Hương Dung trong vai Mẹ ông Mậu
- Lâm Tùng trong vai Huấn
- Đỗ Duy Nam trong vai Việt
- Quang Trọng trong vai Bách
- Hương Linh trong vai Ly
- Trang Moon trong vai Lê
- Phí Thuỳ Linh trong vai Nhiệm
- Đỗ Thanh Tùng trong vai Lộc
- Thanh Hoà trong vai Liên
- Xuân Hồng trong vai Ông Khải lúc trẻ
- Trọng Minh trong vai Ông Lâm lúc trẻ
- Việt Bắc trong vai Ông Trọng lúc trẻ
- Tiến Mộc trong vai Ông Tiến
- Lâm Bảo Châu trong vai Nguyên
- Trịnh Xuân Hảo trong vai Mạnh
- Lưu Huyền Trang trong vai Mộng Mơ
- Trương Thu Hà trong vai Thương
- Lương Thu Hà (Ceri) trong vai Vy
- Trần Chí Trung trong vai Bác sỹ Minh
- Tiến Ngọc trong vai Trợ lý Ngọc
- Chí Bách trong vai Quân
- Trương Hoàng trong vai Đại
- Vương Trọng Trí trong vai Kiên

Cùng một số diễn viên khác...

## Nhạc phim
- Ước mơ của mẹ[21]

Sáng tác: Hứa Kim Tuyền
Thể hiện: Văn Mai Hương
- Đau em phải làm sao (Trả lại em một chút thanh xuân)

Sáng tác & Thể hiện: Trang Pháp
- Phải chăng em đã yêu

Sáng tác: RedT
Thể hiện: Juky San, RedT

## Sản xuất
Thương ngày nắng về được chuyển thể từ bộ phim Hàn Quốc Con gái của mẹ (lên sóng năm 2019) do Bùi Tiến Huy làm đạo diễn chính và Vũ Trường Khoa đạo diễn 4 tập đầu tiên. Kịch bản phim được chắp bút bởi Thu Thủy, Thùy Dương, Nguyễn Nhiệm, Lương Ly, Đỗ Lê với tổng số tập là 87. Đây được xem là vai chính đầu tiên của nữ diễn viên Nguyễn Ngọc Huyền. Bộ phim cũng đánh dấu sự tái hợp của Hồng Đăng và Lan Phương sau Cả một đời ân oán.

## Tạm dừng phát sóng
Ban đầu, bộ phim phát sóng 2 phần liên tiếp. Tuy nhiên, sau khi phần 1 của phim kết thúc, bộ phim đã phải tạm dừng phát sóng do không đảm bảo an toàn trong ghi hình và bị ảnh hưởng của đại dịch COVID-19 nên Lối về miền hoa được chọn là bộ phim nối sóng.

## Ngoại truyện
Một phần phim ngoại truyện đã được phát sóng vào ngày 2 tháng 2 năm 2022 (tức mùng hai Tết Nguyên Đán) trên các ứng dụng VTV Go và VTV Giải trí với thời lượng dài 28 phút.

## Giải thưởng
| Năm  | Giải thưởng                                     | Hạng mục                              | (Người) đề cử                | Kết quả        | Tham khảo            |
| ---- | ----------------------------------------------- | ------------------------------------- | ---------------------------- | -------------- | -------------------- |
| 2021 | Giải Cánh diều 2021                             | Phim truyện truyền hình               | Thương ngày nắng về – Phần 1 | Cánh diều Vàng | [ 30 ] [ 31 ] [ 32 ] |
| 2021 | Giải Cánh diều 2021                             | Nam diễn viên chính xuất sắc          | Đình Tú                      | Đề cử          | [ 30 ] [ 31 ] [ 32 ] |
| 2021 | Giải Cánh diều 2021                             | Nữ diễn viên chính xuất sắc           | Thanh Quý                    | Đề cử          | [ 30 ] [ 31 ] [ 32 ] |
| 2021 | Giải Cánh diều 2021                             | Đạo diễn xuất sắc                     | Bùi Tiến Huy                 | Đoạt giải      | [ 30 ] [ 31 ] [ 32 ] |
| 2022 | Ấn tượng VTV                                    | Phim truyền hình ấn tượng             | —                            | Đoạt giải      | [ 33 ] [ 34 ] [ 35 ] |
| 2022 | Ấn tượng VTV                                    | Nữ diễn viên ấn tượng                 | Phan Minh Huyền              | Đoạt giải      | [ 33 ] [ 34 ] [ 35 ] |
| 2022 | Giải Mai Vàng                                   | Nữ diễn viên truyền hình              | Nguyễn Ngọc Huyền            | Đề cử          | [ 36 ] [ 37 ] [ 38 ] |
| 2022 | Giải Mai Vàng                                   | Phim truyền hình                      | Thương ngày nắng về – Phần 2 | Đề cử          | [ 36 ] [ 37 ] [ 38 ] |
| 2022 | Nghệ sĩ tiêu biểu lĩnh vực Nghệ thuật biểu diễn | Diễn viên truyền hình nổi bật của năm | Lan Hương                    | Đoạt giải      | [ 39 ] [ 40 ] [ 41 ] |
| 2023 | Liên hoan Truyền hình Toàn quốc lần thứ 40      | Phim truyền hình                      | —                            | Giải Vàng      | [ 42 ] [ 43 ] [ 44 ] |